# Blanca Podestá
Blanca Podestá (La Plata, 6 de julio de 1887 - Buenos Aires, 17 de mayo de 1967) fue una actriz y productora rioplatense perteneciente a la dinastía familiar de los Hermanos Podestá.

## Biografía
Era hija de Gerónimo Podestá y hermana de María Podestá; perteneció a la segunda generación de los Podestá, una familia dedicada al escenario en el Río de la Plata.
Era sobrina de Pablo y Pepe Podestá, dramaturgos, mimos, jinetes, guitarristas y cantantes uruguayos.
Era tía de María Esther Podestá de Pomar (Buenos Aires, 1897, nieta de Jerónimo Podestá), quien realizó giras por Bolivia, Chile, Cuba, México y Paraguay, realizando comedias teatrales. Fue famosa en toda Latinoamérica como intérprete de películas, entre ellas en las que interpretó a figuras históricas como Manuelita Rosas (1925) y Camila O'Gorman (1909).

## Carrera
Desde los años treinta, Blanca Podestá interpretó protagonistas del repertorio europeo, y estrenó a los autores locales. Entre 1943 y 1950, actuó en la Comedia Nacional del Teatro Cervantes.
También trabajó en radionovelas.
Según Jacinto Benavente, tuvo el más fuerte temperamento dramático del teatro rioplatense.
En radio ofreció en Radio Mitre obras unitarias como El Rosal de las Ruinas de Belisario Roldán o Nuestros hijos.
Falleció en la Ciudad de Buenos Aires y sus restos fueron sepultados en el panteón familiar de la familia de Enrique García Velloso en el Cementerio de la Recoleta.

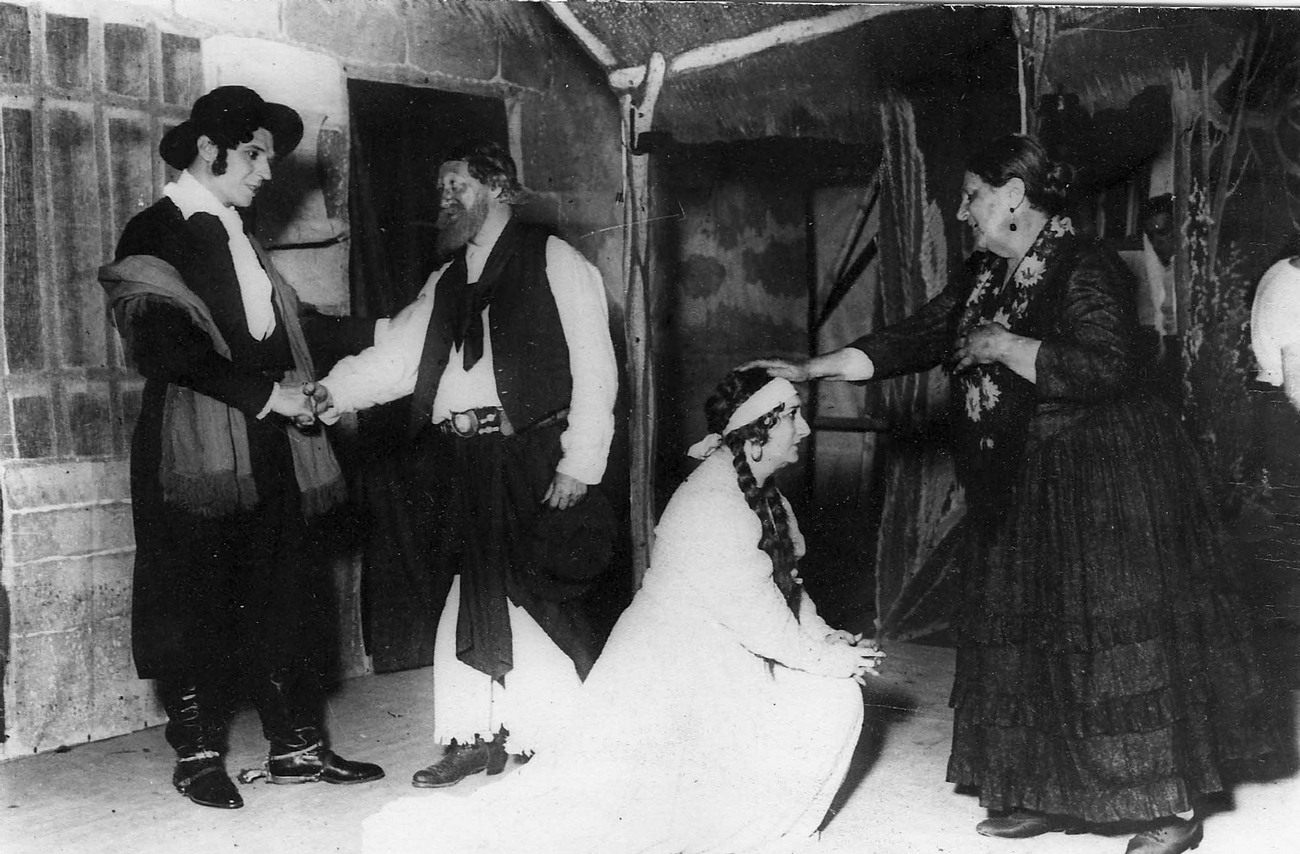
En la representación de la obra Vincha Celeste, se destacan Blanca Podestá y José Podestá.

## Filmografía
- Sendas cruzadas (1942).
- Manuelita Rosas (1925), como Manuelita Rosas, la hija del caudillo Juan Manuel de Rosas. Con Miguel Faust Rocha y Nelo Cosimi.
- Camila O’Gorman (1910, del cineasta italiano Mario Gallo), con el actor Salvador Rosich.
Podestá hace el papel de la protagonista, Camila O’Gorman, mujer argentina que huyó con el sacerdote católico Ladislao Gutiérrez y fue mandada a fusilar por Rosas.

## Publicaciones
- Blanca Podestá, Algunos recuerdos de mi vida artística, Buenos Aires, 1951
- José Podestá; Medio siglo de farándula, 1930.

## Multiteatro (ex Teatro Blanca Podestá)
Se encuentra en Avenida Corrientes 1283, en Buenos Aires.
En 1914 fue inaugurado con el nombre de Cine Smart.
En 1922 se dedicó a la presentación de obras de teatro.
Desde 1924 estuvo a cargo de Blanca Podestá.
Por su escenario pasaron grandes figuras como:
- María Antinea,
- Alberto Closas,
- Gloria Guzmán,
- Miguel de Molina,
- Mecha Ortiz,
- Florencio Parravicini,
- Margarita Xirgu.

En este teatro Smart se conocieron, en 1933, el cantante de tangos Carlos Gardel y el escritor español Federico García Lorca.
En 1967, cuatro meses después de la muerte de Blanca Podestá, el teatro Smart cambió su nombre, en honor de la actriz.
Por primera vez en Argentina una sala teatral llevó el nombre de una actriz.
Una calle de la localidad de Arenaza (Provincia de Buenos Aires) lleva su nombre. 